# Pierfrancesco Chili
Pierfrancesco Chili (Bologna, 20 giugno 1964) è un dirigente sportivo ed ex pilota motociclistico italiano.
Viene ricordato come uno dei piloti più rappresentativi del mondiale Superbike, essendo inserito nella hall of fame del campionato. Nipote di Pierluigi Aldrovandi, inizia a correre con il sostegno dello zio nel 1982.

## Biografia

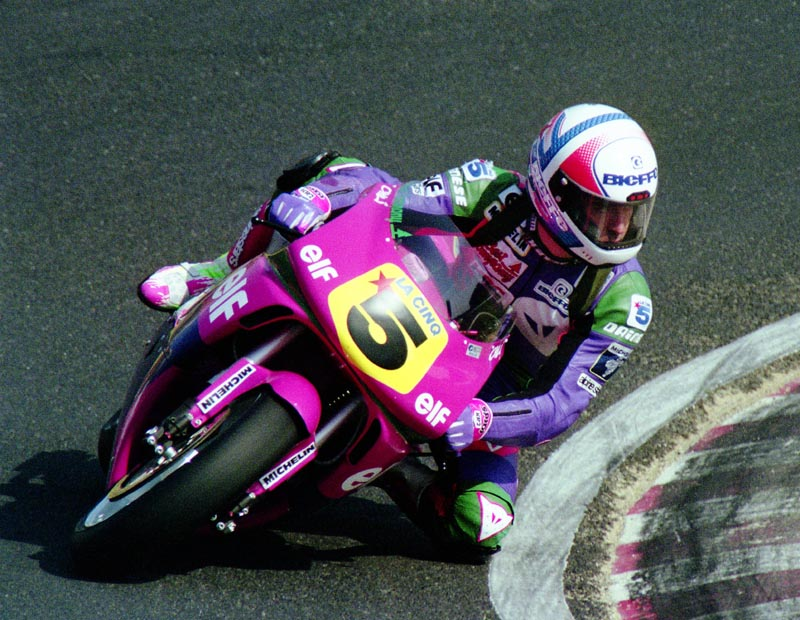
Pierfrancesco Chili impegnato nel Gran Premio motociclistico del Giappone 1990.

Originario di Castenaso, alle porte di Bologna, diventa pilota professionista a partire dal 1984. La vittoria del campionato Europeo Velocità del 1985 con una MBA 125 apre a Chili le porte del motomondiale, nel quale corre sino al 1993, vincendo 5 GP (uno in 500 e quattro in 250).
Durante la sua carriera nella classe 250 del motomondiale è protagonista di un curioso episodio: nel corso del GP di Spagna del 1992, il pilota italiano rallenta ed esulta per la conquista del secondo posto, quando ancora mancava un giro alla conclusione e resosi conto dell'errore dopo parecchi secondi, termina la gara in sesta posizione, per poi sfogarsi in un pianto disperato.
Il 24 aprile 1993 viene arrestato con l'accusa di truffa ai danni dello Stato e altri reati fiscali, per presunte irregolarità sull'utilizzo di finanziamenti pubblici. Dopo soli due giorni di carcere dimostra la sua totale estraneità ai fatti (Chili aveva semplicemente prestato delle somme di denaro alle persone che avevano commesso gli illeciti) pertanto il 27 aprile viene immediatamente liberato.
Ritornato a correre regolarmente dopo questa spiacevole parentesi, a fine 1993 decide, a causa della chiusura del team Telkor-Valesi per il quale correva, di prendersi un anno sabbatico, per poi passare nel 1995 nel mondiale Superbike con la Ducati 916 R privata del team Gattolone. Nel 1998 ottiene una 916 ufficiale nel team Ducati Corse ADVF di Virginio Ferrari, lotta per il titolo sino alla penultima gara ad Assen, quando in gara 2, mentre lottava per la vittoria, incappa in una scivolata all'ingresso dell'ultima chicane. Ne segue un turbolento dopogara, in cui Chili accusa Fogarty di aver tentato di buttarlo fuori pista.
L'anno successivo passa alla Suzuki GSX-R750 nel team Alstare Corona Suzuki, portando alla squadra le prime vittorie in gara nel mondiale Superbike. Confermato nello stesso team anche nel 2000, nel 2001 vince una gara, poi nel 2002 torna alla Ducati con la 998 RS del team Ducati NCR Axo. L'anno dopo rimane sulla 998 ma con il team PSG-1, con cui vince a Laguna Seca. Nel 2004 rimane nella stessa squadra, scegliendo di continuare a gareggiare con la 998 in quanto sulla nuova 999 non trova il giusto feeling. La scelta si rivela azzeccata in quanto lotta per il titolo fino alla penultima gara e a Misano Adriatico ottenne il suo 17º successo in gara.
Nel 2005 passa alla Honda CBR 1000RR nel team Klaffi Honda, ma non ottiene neanche un podio e alla seconda gara, a Phillip Island in Australia, in un incidente si rompe la stessa spalla lesionata nel 2000. Nel 2006 è rimasto sulla CBR 1000RR, passando alla squadra D.F.X. Treme, ma nei test di Misano in una caduta si procura la frattura del bacino. Rientrato dall'infortunio, intorno a metà stagione, Chili annuncia ufficialmente di volersi ritirare al termine della campionato. Sul circuito di Magny-Cours, ultima gara del mondiale Superbike 2006, saluta tutto il pubblico concludendo definitivamente la propria carriera.
Nel 2007 e nel 2008 fa da spalla a Luigi Vignando nella telecronaca delle gare del mondiale Superbike su LA7, occupandosi del commento tecnico.
Al termine del 2008 arriva un'ulteriore svolta nella sua carriera: diventa infatti direttore sportivo del Team Guandalini Racing che schiera, sulle Ducati 1098, Jakub Smrž e Brendan Roberts, incarico che ricopre fino al termine della stagione 2009.
Nel 2018 gli è stata diagnosticata la malattia di Parkinson. 

## Risultati in gara

### Motomondiale
| 1984 | Classe | Moto |  |  |  |  |  |  |  |  |  |  |  |     |  |  |  | Punti | Pos. |
| ---- | ------ | ---- |  |  |  |  |  |  |  |  |  |  |  | --- |  |  |  | ----- | ---- |
| 1984 | 125    | MBA  |  |  |  |  |  |  |  |  |  |  |  | Rit |  |  |  | 0     |      |

| 1985 | Classe | Moto |  |  |  |  |  |  |  |  |  |  |  |     |  |  |  | Punti | Pos. |
| ---- | ------ | ---- |  |  |  |  |  |  |  |  |  |  |  | --- |  |  |  | ----- | ---- |
| 1985 | 125    | MBA  |  |  |  |  |  |  |  |  |  |  |  | Rit |  |  |  | 0     |      |

| 1986 | Classe | Moto   |    |   |    |   |     |  |   |     |    |  |  |    |  |  |  | Punti | Pos. |
| ---- | ------ | ------ | -- | - | -- | - | --- |  | - | --- | -- |  |  | -- |  |  |  | ----- | ---- |
| 1986 | 500    | Suzuki | 14 | 7 | 16 | 9 | Rit |  | 6 | Rit | NP |  |  | NE |  |  |  | 11    | 10º  |

| 1987 | Classe | Moto  |   |    |   |   |    |   |   |   |    |     |   |     |   |   |   | Punti | Pos. |
| ---- | ------ | ----- | - | -- | - | - | -- | - | - | - | -- | --- | - | --- | - | - | - | ----- | ---- |
| 1987 | 500    | Honda | 4 | 11 | 6 | 7 | 10 | 6 | 9 | 2 | 12 | Rit | 9 | Rit | 7 | 9 | 9 | 47    | 8º   |

| 1988 | Classe | Moto  |    |     |   |    |   |   |   |   |   |    |   |   |   |   |   | Punti | Pos. |
| ---- | ------ | ----- | -- | --- | - | -- | - | - | - | - | - | -- | - | - | - | - | - | ----- | ---- |
| 1988 | 500    | Honda | 14 | Rit | 7 | NP | 6 | 6 | 5 | 6 | 8 | 11 | 8 | 8 | 9 | 4 | 7 | 110   | 9º   |

| 1989 | Classe | Moto  |     |     |   |   |   |   |   |   |   |   |   |   |   |   |     | Punti | Pos. |
| ---- | ------ | ----- | --- | --- | - | - | - | - | - | - | - | - | - | - | - | - | --- | ----- | ---- |
| 1989 | 500    | Honda | Rit | Rit | 7 | 6 | 1 | 4 | 6 | 9 | 5 | 6 | 6 | 9 | 7 | 5 | Rit | 122   | 6º   |

| 1990 | Classe | Moto  |   |   |   |     |     |   |     |   |    |  |  |  |  |  |   | Punti | Pos. |
| ---- | ------ | ----- | - | - | - | --- | --- | - | --- | - | -- |  |  |  |  |  | - | ----- | ---- |
| 1990 | 500    | Honda | 7 | 3 | 5 | Rit | Rit | 4 | Rit | 8 | NP |  |  |  |  |  | 9 | 63    | 11º  |

| 1991 | Classe | Moto    |    |   |     |   |   |     |   |     |   |   |    |   |     |   |   | Punti | Pos. |
| ---- | ------ | ------- | -- | - | --- | - | - | --- | - | --- | - | - | -- | - | --- | - | - | ----- | ---- |
| 1991 | 250    | Aprilia | 17 | 6 | Rit | 5 | 3 | Rit | 4 | Rit | 1 | 4 | NP | 8 | Rit | 7 | 8 | 107   | 7º   |

| 1992 | Classe | Moto    |   |     |   |   |     |   |   |   |     |   |   |     |   |  |  | Punti | Pos. |
| ---- | ------ | ------- | - | --- | - | - | --- | - | - | - | --- | - | - | --- | - |  |  | ----- | ---- |
| 1992 | 250    | Aprilia | 5 | Rit | 3 | 6 | Rit | 6 | 1 | 1 | Rit | 2 | 1 | Rit | 3 |  |  | 119   | 3º   |

| 1993 | Classe | Moto   |    |   |   |    |   |   |   |     |   |   |   |   |   |   |  | Punti | Pos. |
| ---- | ------ | ------ | -- | - | - | -- | - | - | - | --- | - | - | - | - | - | - |  | ----- | ---- |
| 1993 | 250    | Yamaha | 10 | 9 | 7 | 12 | 8 | 7 | 8 | Rit | 8 | 4 | 8 | 8 | 6 | 8 |  | 106   | 10º  |

| 1995 | Classe | Moto   |  |  |  |  |  |    |  |  |  |  |  |  |  |  |  | Punti | Pos. |
| ---- | ------ | ------ |  |  |  |  |  | -- |  |  |  |  |  |  |  |  |  | ----- | ---- |
| 1995 | 500    | Cagiva |  |  |  |  |  | 10 |  |  |  |  |  |  |  |  |  | 6     | 27º  |

| Legenda | 1º posto        | 2º posto            | 3º posto            | A punti      | Senza punti        | Grassetto – Pole position Corsivo – Giro più veloce |
| Legenda | Gara non valida | Non qual./Non part. | Ritirato/Non class. | Squalificato | '-' Dato non disp. | Grassetto – Pole position Corsivo – Giro più veloce |

### Campionato mondiale Superbike
| 1995 | Moto   |    |   |   |   |     |   |     |   |   |   |    |     |     |     |   |     |    |     |     |    |     |   |   |    |  |  | Punti | Pos. |
| ---- | ------ | -- | - | - | - | --- | - | --- | - | - | - | -- | --- | --- | --- | - | --- | -- | --- | --- | -- | --- | - | - | -- |  |  | ----- | ---- |
| 1995 | Ducati | 15 | 9 | 4 | 4 | Rit | 2 | Rit | 1 | 4 | 2 | 11 | Rit | Rit | Rit | 6 | Rit | 15 | Rit | Rit | NP | Rit | 3 | 6 | 10 |  |  | 160   | 8º   |

| 1996 | Moto   |   |   |   |   |     |     |   |   |   |    |     |   |   |   |   |     |     |    |   |   |     |     |   |   |  |  | Punti | Pos. |
| ---- | ------ | - | - | - | - | --- | --- | - | - | - | -- | --- | - | - | - | - | --- | --- | -- | - | - | --- | --- | - | - |  |  | ----- | ---- |
| 1996 | Ducati | 3 | 3 | 4 | 5 | Rit | Rit | 4 | 1 | 8 | 10 | Rit | 7 | 1 | 2 | 4 | Rit | Rit | NP | 2 | 4 | Rit | Rit | 8 | 9 |  |  | 223   | 6º   |

| 1997 | Moto   |     |    |   |     |     |   |   |   |   |   |     |   |   |     |   |     |   |   |   |   |    |    |     |     |  |  | Punti | Pos. |
| ---- | ------ | --- | -- | - | --- | --- | - | - | - | - | - | --- | - | - | --- | - | --- | - | - | - | - | -- | -- | --- | --- |  |  | ----- | ---- |
| 1997 | Ducati | Rit | NP | 1 | Rit | Rit | 2 | 5 | 7 | 7 | 1 | Rit | 6 | 1 | Rit | 4 | Rit | 3 | 2 | 5 | 7 | 10 | NP | Rit | Rit |  |  | 209   | 7º   |

| 1998 | Moto   |   |     |   |   |   |   |   |   |   |   |     |     |   |   |   |   |   |   |   |   |   |     |    |     |  |  | Punti | Pos. |
| ---- | ------ | - | --- | - | - | - | - | - | - | - | - | --- | --- | - | - | - | - | - | - | - | - | - | --- | -- | --- |  |  | ----- | ---- |
| 1998 | Ducati | 4 | Rit | 3 | 5 | 5 | 3 | 1 | 5 | 3 | 1 | Rit | Rit | 1 | 1 | 7 | 4 | 9 | 6 | 2 | 3 | 1 | Rit | 12 | Rit |  |  | 293,5 | 4º   |

| 1999 | Moto   |   |   |     |    |     |   |   |   |   |   |     |   |   |   |   |   |   |     |     |   |   |   |     |   |   |   | Punti | Pos. |
| ---- | ------ | - | - | --- | -- | --- | - | - | - | - | - | --- | - | - | - | - | - | - | --- | --- | - | - | - | --- | - | - | - | ----- | ---- |
| 1999 | Suzuki | 7 | 8 | Rit | 13 | Rit | 5 | 5 | 5 | 3 | 3 | Rit | 5 | 4 | 6 | 7 | 3 | 3 | Rit | Rit | 1 | 4 | 6 | Rit | 1 | 7 | 7 | 251   | 6º   |

| 2000 | Moto   |   |   |     |   |   |     |   |   |   |   |     |   |     |     |     |   |   |   |   |   |     |     |   |   |    |   | Punti | Pos. |
| ---- | ------ | - | - | --- | - | - | --- | - | - | - | - | --- | - | --- | --- | --- | - | - | - | - | - | --- | --- | - | - | -- | - | ----- | ---- |
| 2000 | Suzuki | 5 | 2 | Rit | 3 | 3 | Rit | 2 | 3 | 1 | 2 | Rit | 3 | Rit | Rit | Rit | 9 | 5 | 6 | 8 | 3 | Rit | Rit | 6 | 6 | 10 | 2 | 258   | 4º   |

| 2001 | Moto   |   |   |   |   |   |    |   |   |    |   |   |   |   |   |    |    |     |     |   |   |   |   |   |   |     |   | Punti | Pos. |
| ---- | ------ | - | - | - | - | - | -- | - | - | -- | - | - | - | - | - | -- | -- | --- | --- | - | - | - | - | - | - | --- | - | ----- | ---- |
| 2001 | Suzuki | 7 | 7 | 6 | 8 | 7 | AN | 8 | 8 | 14 | 5 | 2 | 1 | 4 | 5 | 12 | 10 | Rit | Rit | 4 | 4 | 6 | 6 | 4 | 4 | Rit | 9 | 232   | 7º   |

| 2002 | Moto   |   |     |     |     |    |    |  |  |   |     |   |    |   |   |   |   |    |   |   |   |   |   |   |   |   |     | Punti | Pos. |
| ---- | ------ | - | --- | --- | --- | -- | -- |  |  | - | --- | - | -- | - | - | - | - | -- | - | - | - | - | - | - | - | - | --- | ----- | ---- |
| 2002 | Ducati | 9 | Rit | Rit | Rit | NP | NP |  |  | 4 | Rit | 4 | 11 | 6 | 6 | 6 | 7 | 12 | 7 | 8 | 7 | 5 | 7 | 5 | 2 | 7 | Rit | 167   | 8º   |

| 2003 | Moto   |     |     |     |   |     |   |   |   |   |    |   |   |     |   |   |     |   |   |   |   |   |     |     |     |  |  | Punti | Pos. |
| ---- | ------ | --- | --- | --- | - | --- | - | - | - | - | -- | - | - | --- | - | - | --- | - | - | - | - | - | --- | --- | --- |  |  | ----- | ---- |
| 2003 | Ducati | Rit | Rit | Rit | 3 | Rit | 3 | 5 | 3 | 2 | 11 | 7 | 7 | Rit | 3 | 1 | Rit | 9 | 7 | 3 | 5 | 5 | Rit | Rit | Rit |  |  | 197   | 7º   |

| 2004 | Moto   |   |   |   |   |   |   |     |     |   |     |   |     |   |   |     |   |   |   |   |     |   |   |  |  |  |  | Punti | Pos. |
| ---- | ------ | - | - | - | - | - | - | --- | --- | - | --- | - | --- | - | - | --- | - | - | - | - | --- | - | - |  |  |  |  | ----- | ---- |
| 2004 | Ducati | 2 | 4 | 9 | 3 | 3 | 1 | Rit | Rit | 3 | Rit | 3 | Rit | 2 | 5 | Rit | 2 | 2 | 4 | 7 | Rit | 6 | 5 |  |  |  |  | 243   | 5º   |

| 2005 | Moto  |     |   |    |    |   |    |   |   |   |   |   |   |   |   |     |    |    |    |     |    |     |    |     |    |  |  | Punti | Pos. |
| ---- | ----- | --- | - | -- | -- | - | -- | - | - | - | - | - | - | - | - | --- | -- | -- | -- | --- | -- | --- | -- | --- | -- |  |  | ----- | ---- |
| 2005 | Honda | Rit | 5 | NP | NP | 7 | 10 | 7 | 7 | 5 | 5 | 7 | 5 | 5 | 5 | Rit | 13 | 10 | 14 | Rit | 10 | Rit | AN | Rit | 10 |  |  | 131   | 10º  |

| 2006 | Moto  |   |     |    |    |     |     |     |     |     |     |    |     |    |     |     |     |     |     |     |     |    |    |     |    |  |  | Punti | Pos. |
| ---- | ----- | - | --- | -- | -- | --- | --- | --- | --- | --- | --- | -- | --- | -- | --- | --- | --- | --- | --- | --- | --- | -- | -- | --- | -- |  |  | ----- | ---- |
| 2006 | Honda | 8 | Rit | 16 | 14 | Inf | Inf | Inf | Inf | Inf | Inf | 20 | Rit | 10 | Rit | Rit | Rit | Rit | Rit | Rit | Rit | 16 | 18 | Rit | 15 |  |  | 17    | 22º  |

| Legenda | 1º posto        | 2º posto            | 3º posto           | A punti      | Senza punti        | Grassetto – Pole position Corsivo – Giro più veloce |
| Legenda | Gara non valida | Non qual./Non part. | Ritirato/Non class | Squalificato | '-' Dato non disp. | Grassetto – Pole position Corsivo – Giro più veloce |